# 등구역
등구역(Deunggu station, 登龜驛)은 부산광역시 강서구 대저2동에 위치한 부산-김해경전철의 역이다.

## 특징
인근에 풍년농산 미곡처리장, 강서다목적운동장이 있다. 이 역에서 대저역까지 구간에 급커브가 있다. 개통 전 가역명은 대저역이었다.

## 역사
- 2011년 9월 16일 - 개통

### 승강장
2면 2선 상대식 승강장으로 운영되며, 승강장에는 스크린도어가 설치되어 있다.
| 덕두↑ |
| \| 상 |
| ↓대저 |

| 상행 | ● 부산-김해 경전철 | 사상 방면   |
| 하행 | ● 부산-김해 경전철 | 가야대 방면 |

## 역 주변
- 등구마을
- 등구마을회관
- 풍년농산 미곡처리장
- 강서다목적운동장

## 승차량 변동
부산김해경전철은 기본적으로 승하차량을 공개하지 않고 있지만 부산광역시에서 실시하는 교통조사 분석용역을 통해서 부산권 역들의 승하차량은 확인 가능하다.
이 역은 주변에 거의 논과 밭 밖에 없고 풍년농산 미곡처리장과 강서다목적구장은 대부분 사람들이 자가용을 이용해서, 이용률이 매우 적다.
| 노선           | 승차 인원 | 승차 인원 | 승차 인원 | 승차 인원 | 승차 인원 | 주 석 |
| 노선           | 2011년    | 2012년    | 2013년    | 2014년    | 2015년    | 주 석 |
| -------------- | --------- | --------- | --------- | --------- | --------- | ----- |
| 부산김해경전철 | 193       | 236       | 255       |           |           |       |

## 인접한 역
| 부산-김해경전철  | 부산-김해경전철    | 부산-김해경전철    |
| ---------------- | ------------------ | ------------------ |
| 5 덕두 사상 방면 | ● 부산-김해 경전철 | 7 대저 가야대 방면 |